# Tommaso Rossi (filosofo)
Tommaso Rossi (San Giorgio la Montagna, 21 dicembre 1673 – Benevento, 19 settembre 1743) è stato un filosofo italiano.

## Biografia
Il contemporaneo e celebre filosofo napoletano Giambattista Vico lo definì "il più grande e puro metafisico". Rossi, che fu ordinato prete nel 1697, esercitò il suo ministero a Montefusco in qualità di abate di Santa Maria della Piazza. Studiò teologia e giurisprudenza a Napoli fino al 1730. Scrisse diverse opere tra cui la più importante rimane Della mente sovrana del mondo.

## Opere
- Considerazioni di alcuni misteri divini, raccolti in tre dialoghi (1724),
- Dell'animo dell'uomo, terminata nel 1730, e pubblicata nel 1736,
- Della mente sovrana del mondo, pubblicata nel 1743.

Edizione moderna
- Opere filosofiche, con un saggio a cura di Angelomichele De Spirito, Roma, Edizioni di Storia e Letteratura, 2006, ISBN 88-8498-257-X.
- Della mente sovrana del mondo, a cura e con un saggio di Roberto Evangelista, Napoli, ISPF-Lab, Collana "quaderni dell'ISPF" Consiglio Nazionale delle Ricerche, 2014, ISBN 9788890871207, http://www.ispf-lab.cnr.it/quaderni/2014_q01 http://www.doabooks.org/doab?func=publisher&pId=1264&uiLanguage=